# 第十四屆十大電視廣告頒獎典禮
《第十四屆十大電視廣告頒獎典禮》，由亞洲電視舉辦，於2008年4月26日晚上七時舉行，主持為陳啟泰、谷德昭、林曉峰、秦啟維，目的為表揚2007年1月1日至2007年12月31日播出的香港電視廣告，是2007年廣告界的其中一項盛事。
是屆頒獎典禮為亞洲電視首個節目於本港台、亞洲電視高清頻道及其網站同步現場直播，亦為全香港首個於標清、高清頻道及互聯網同步播放之綜藝節目。

## 得獎名單
- 最高榮譽大獎
  - 益力多 －重逢篇

- 十大最受歡迎電視廣告大獎
  - 香港寬頻 －擠塞篇
  - 益力多 －重逢篇
  - 淘大點心 －初吻篇
  - 麥當勞 －母子篇
  - EPS提款易 －軟硬合拍?
  - FedEx －中國方言篇
  - 道地極品系列 －煎茶篇
  - 可口可樂 －開飯篇
  - 可口可樂 －快樂工廠第2集
  - 電訊盈科 －Snaap分享篇

- 電視廣告最佳男主角 
  - 益力多 －重逢篇(Suzuki)

- 電視廣告最佳女主角
  - 麥當勞 －母子篇(忙碌媽咪 - 盧愛蓮)

- 最佳電視廣告明星大獎
  - EPS提款易 －軟硬合拍?(葛民輝、林海峰)

- 最佳電視廣告口號大獎 
  - 海港城 －做女人點可以唔「化」(做女人點可以唔「化」)

- 最具創意電視廣告大獎
  - 益力多 －重逢篇

- 最佳動作場面電視廣告大獎
  - 位元堂靈芝孢子 －靈芝守護大眾篇

- 專業評審推介YAHOO! VIDEO大導演
  - 一個十大廣告的誕生 （Derrick Tao）

## 相關連結
- 亞洲電視
- 十大電視廣告頒獎典禮

## 外部連結
- 第十四屆十大電視廣告頒獎典禮官方網頁